# Thanh tra quân đội (Đế quốc Đức)

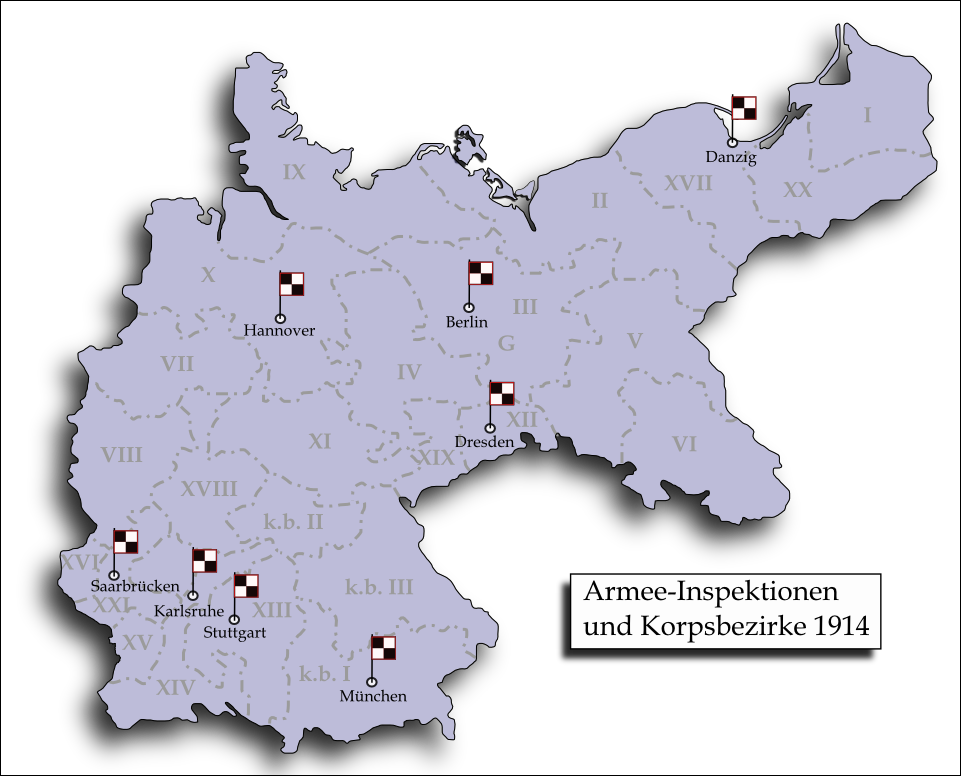
8 cơ quan Thanh tra quân đội và 25 quân đoàn của Đế quốc Đức năm 1914

Thanh tra quân đội là một cơ quan quân sự trên cấp quân đoàn trong Lục quân Đế quốc Đức. Trong thời bình, nhiệm vụ thanh tra quân đội chỉ là giám sát các quân đoàn trực thuộc. Khi Chiến tranh thế giới thứ nhất bùng nổ (1914–1918), tất cả các thanh tra quân đội đều được chuyển thành các Bộ Tổng tham mưu Lục quân (1871-1918) do được tổng động viên.

## Nhiệm vụ
Với sự ra đời của Luật quân sự Đế chế (Reichs-Militärgesetzes) ngày 2 tháng 5 năm 1874, một khuôn khổ ràng buộc cho hệ thống quân sự toàn Đức đã được thiết lập lần đầu tiên cho Đế quốc Đức mới được thành lập ba năm trước đó. Việc thành lập các cơ quan thanh tra quân đội đã được quy định tại mục 2 và 3, trong đó việc thành lập thanh tra quân đội đã được ban hành. Trong trường hợp có chiến tranh, các thanh tra quân đội phải nắm quyền lãnh đạo các Tập đoàn quân được thành lập. Nhưng trong thời bình, họ không có thẩm quyền đối với các tướng lãnh dưới quyền. Tuy nhiên, vì họ phải kiểm tra các đơn vị của mình nên trong thời bình họ được phép tìm hiểu về đội quân mà họ có thể phải lãnh đạo trong chiến tranh.